# Pak Jong-hun
Park Jong-hun (Corea del Norte, 10 de marzo de 1948) es un exfutbolista de Corea del Norte que jugaba en la posición de centrocampista.

## Carrera

### Club
Jugó toda su carrera con el Amnokgang SC de 1968 a 1982.

### Selección nacional
Jugó para Corea del Norte en 18 ocasiones de 1975 a 1981 y anotó cuatro goles; participó en los Juegos Olímpicos de Montreal 1976 y en la Copa Asiática 1980.